# Carex baileyi
Carex baileyi là một loài thực vật có hoa trong họ Cói. Loài này được Britton mô tả khoa học đầu tiên năm 1895.

## Hình ảnh

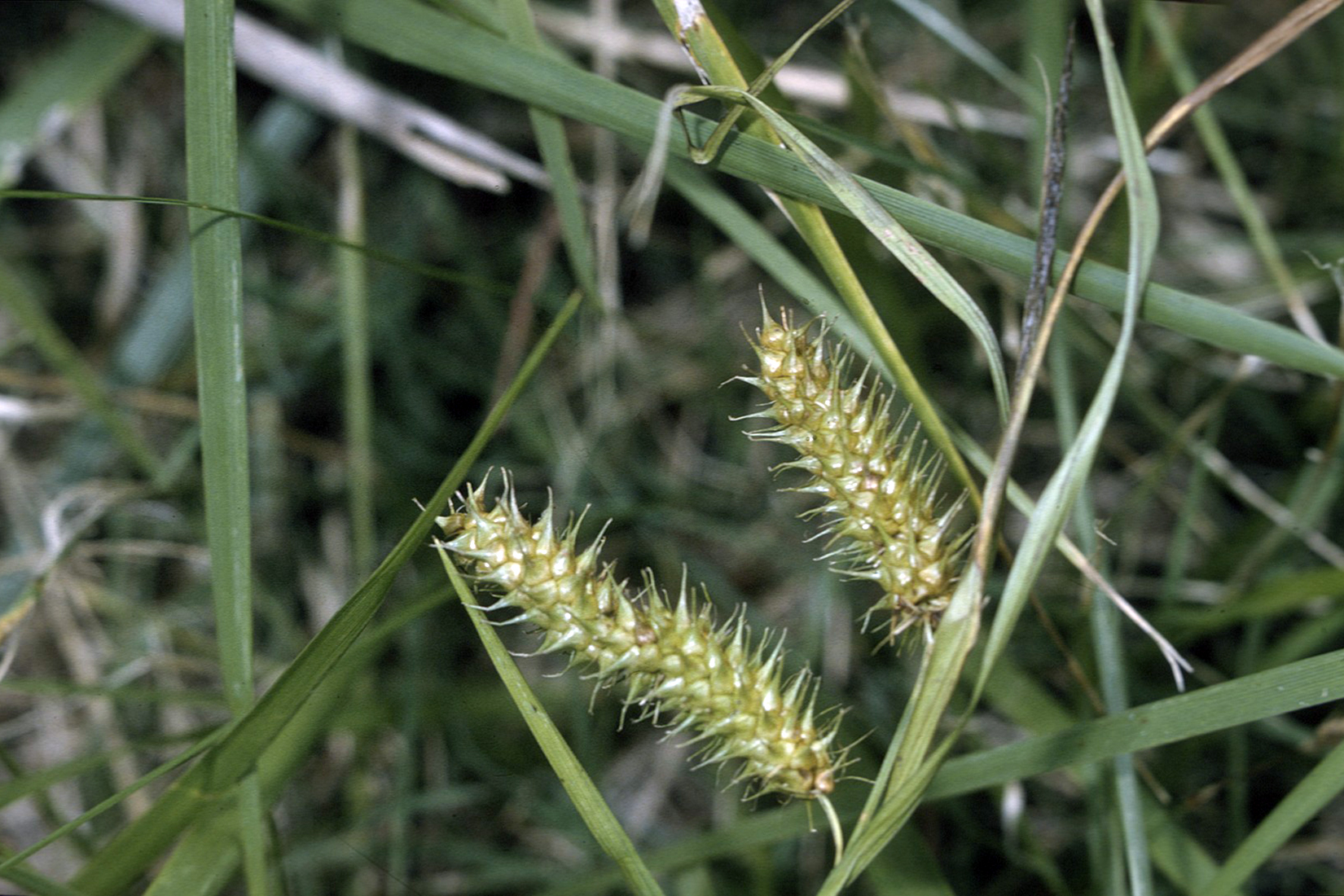